# Bellissima (singolo)
Bellissima è un singolo della cantante italiana Annalisa, pubblicato il 2 settembre 2022 come primo estratto dall'ottavo album in studio E poi siamo finiti nel vortice.

## Descrizione
Il brano è stato scritto dalla stessa Annalisa in collaborazione con Paolo Antonacci e Davide Simonetta (quest'ultimo anche produttore sotto lo pseudonimo D.whale) nell'agosto 2021. Riguardo al lasso di tempo intercorso tra la scrittura e la successiva pubblicazione, Annalisa ha rivelato che è stato necessario in quanto Bellissima rappresenta il primo passo verso una nuova direzione musicale intrapresa dalla cantante. Il brano si imposta su sonorità uptempo e elettropop, con influenze di ispirazione dance.

Entrando nel dettaglio della composizione del brano, Annalisa ha spiegato:

## Accoglienza
Bellissima ha ottenuto un'accoglienza generalmente positiva da parte della critica specializzata, che ha apprezzato la nuova direzione stilistica intrapresa da Annalisa. Silvia Gianatti di Vanity Fair, ha definito il singolo come un «manifesto» dell'artista, la quale «ha voglia di mostrarsi in modo nuovo, consapevole, libero». Anche Niccolò Dainelli de Il Mattino riscontra una «rinascita discografica» della cantante con Bellissima, soffermandosi sul fatto che il progetto si presenti «come un ballo al tempo stesso sexy e disperato dove racconterà la fine di una storia d'amore e il successivo dolore provato».
Analizzando il brano per Vogue Italia, Giacomo Aricò ha notato come il testo racconti «una grande delusione d'amore, dipingendoci una situazione in cui le grandi aspettative riversate in una relazione svaniscono nel nulla cosmico» trovandolo «più dance che neomelodico». Sullo stesso pensiero scrive Vincenzo Nasto di Fanpage.it , il quale afferma che Bellissima ha «una chiara spinta sulle emozioni umane, come l'autoironia e l'isteria romantica» in cui Annalisa ha una «presa di consapevolezza del proprio lato irrazionale, una ricerca spasmodica di emozioni umane senza alcun equilibrio».
Recensendo le pubblicazioni della settimana, Fabio Fiume di All Music Italia ha assegnato un punteggio di 7 su 10, scrivendo che sebbene riscontri «un sentore di già sentito, ma non così evidente da far gridare allo scandalo» trova che «l'arrangiamento a cose internazionali, [...] si sposano perfettamente con la sua voce, che è sempre prorompente, pur mantenendo una favolosa educazione, [...]  di sapere esattamente dove sta andando con le note». Gabriele Fazio di Agenzia Giornalistica Italia si sofferma sulle sonorità del brano, descrivendole «anni '80, autentiche, non stereotipate o tristemente omaggiate, un'intenzione audace e sensata», rimanendo colpito dalle doti vocali della cantante.
Filippo Ferrari della rivista Rolling Stone Italia, riflettendo sul percorso della cantante, scrive che con Bellissima e Mon Amour «Annalisa è finalmente entrata nella sua golden era; [...] con il suo lancio nel mondo del pop senza troppi significati o pretese se non quello di entrarti in testa» trovando che «ha iniziato a spaccare veramente quando ha deciso di buttarsi un po'». Ferrari sottolinea che rispetto al panorama italiano la cantante ha intrapreso la «leggerezza» simile a Paola & Chiara, apprezzando «l'energia di pensarlo, dopo i 35 anni di età [di Annalisa]».

## Promozione
Il singolo è stato presentato dal vivo in occasione della terza serata del Festival di Sanremo 2023, in cui la cantante ha presenziato in qualità di ospite in collegamento dal Suzuki Stage di Piazza Colombo.

## Video musicale
Il video, diretto da Giulio Rosati, è stato pubblicato in concomitanza con l'uscita del singolo. Lo stilista della cantante, Simone Rutigliano, ha definito le scelte degli abiti indossati nel video «una versione 2.0 degli anni 80». I tre abiti indossati dalla cantante nel video sono di Alessandro Vigilante, Saint Laurent e Mugler.
Giacomo Aricò, recensendo il video musicale e le scelte di stile della cantante per Vogue Italia, descrive l'atmosfera «un mix di luci effetto discoteca che la rendono misteriosa e fatalmente sensuale», in cui Annalisa indossa vestiti che «esaltano le curve di una femminilità naturale».

## Tracce
Testi di Annalisa Scarrone, Davide Simonetta e Paolo Antonacci, musiche di Davide Simonetta.
1. Bellissima – 3:21

## Successo commerciale
Bellissima ha debuttato alla posizione numero 58 della Top Singoli, salendo poi progressivamente fino a raggiungere la settima posizione nel corso della diciottesima settimana di permanenza in classifica.
A settembre 2023 il singolo è risultato il primo in assoluto per un'artista solista femminile nella storia della classifica a rimanere in classifica per 52 settimane consecutive.
Al 19 gennaio 2024, con la settantesima settimana di permanenza, Bellissima è il brano di un'artista italiana con più settimane trascorse nella classifica settimanale delle vendite FIMI. Il 22 aprile dello stesso anno ha raggiunto le 500 000 copie vendute, diventando il brano di un'artista solista più venduto in Italia nella storia della FIMI, superato poi da Mon Amour della stessa Annalisa.

## Classifiche

### Classifiche settimanali
| Classifica (2023) | Posizione massima |
| ----------------- | ----------------- |
| Italia            | 7                 |
| Svizzera          | 96                |

### Classifiche di fine anno
| Classifica (2022) | Posizione |
| ----------------- | --------- |
| Italia            | 97        |
| Classifica (2023) | Posizione |
| Italia            | 24        |

## Riconoscimenti
- Music Awards
  - 2023 – Premio Singolo multiplatino